# Аномалия Эбштейна
Аномалия Эбштейна — редкий врождённый порок сердца. Данная патология встречается с частотой 1% от всех врождённых пороков развития сердца. Впервые описана в 1866 году патологоанатомом В. Эбштейном. При этом пороке сердца створки правого атриовентрикулярного клапана исходят из стенок правого желудочка, а не из предсердно-желудочкового кольца и неполностью смыкаются (недостаточность трёхстворчатого клапана). Таким образом, полость правого желудочка оказывается уменьшённой по сравнению с нормой, а часть правого желудочка от предсердно-желудочкового кольца (где клапан должен был находиться в норме) до смещённого вниз трехстворчатого клапана становится продолжением правого предсердия. Также при аномалии наблюдается незаращение овального отверстия (между правым и левым предсердиями). Из-за таких анатомических изменений аномалия Эбштейна характеризуется
1. Недостаточностью трёхстворчатого клапана (между правым предсердием и правым желудочком).
2. Незаращённым овальным отверстием (между правым и левым предсердиями) и
3. Уменьшением полости правого желудочка. Правое предсердие увеличивается в размерах и расширяется. Часть венозной крови перетекает в левое предсердие через открытое овальное отверстие и смешивается с артериальной. Это приводит к уменьшению содержания кислорода в артериальной крови и гипоксии органов и тканей. Возможны нарушения ритма сердца.

## Диагностика
Аускультативно выявляются глухие, ослабленные тоны. Часто выслушивается ритм «галопа», т. е. трех- или четырехчленный ритм, обусловленный раздвоением I и II тонов сердца или наличием дополнительных III и IV тонов.
На ЭКГ обнаруживается ряд характерных признаков. Регистрируются высокие пикообразные зубцы Р, которые указывают на гипертрофию и дилатацию правого предсердия. Другими симптомами являются блокада правой ножки пучка Гиса при отсутствии признаков гипертрофии правого желудочка, склонность к нарушениям сердечного ритма и расстройствам предсердно-желудочковой проводимости. Кроме того, характерным для аномалии Эбштейна следует считать синдром Вольфа — Паркинсона—Уайта.
При рентгенологическом исследовании в переднезадней проекции обнаруживается выраженная кардиомегалия с характерной шаровидной конфигурацией сердца. Правый кардиовазальный угол смещен вверх, что указывает на увеличение правого предсердия. Сосудистый пучок узкий, левые отделы сердца обычно не увеличены.
Эхокардиографическое исследование. Отмечаются деформация эхосигнала от створок и объемное увеличение размеров правого предсердия.
Катетеризация сердца. У всех больных выявляется повышенное давление в правом предсердии. Величины систолического давления в правом желудочке и легочной артерии, как правило, нормальные или несколько снижены. Сократительная функция выходного отдела правого желудочка понижена, что проявляется в медленном подъеме кривой давления во время фазы изометрического сокращения, медленном спуске после закрытия легочных клапанов и повышенном конечно-диастолическом давлении. Важные диагностические признаки можно получить при одновременной регистрации давления и внутриполостной ЭКГ. При выведении катетера в правое предсердие величина давления существенно не меняется, но появляется предсердная конфигурация внутриполостной ЭКГ. Анализ газового состава крови в большинстве случаев выявляет низкие цифры насыщения крови кислородом в правых отделах сердца, большую артериовенозную разницу и артериальную гипоксемию.
Ангиокардиографическое исследование. Наиболее информативной является правая атриография. Во всех случаях контрастируется гигантская, резко расширенная полость правого предсердия. В связи с длительной задержкой контрастного вещества интенсивность её контрастирования достаточно плотная и крайне редко можно отметить снижение плотности из-за разведения контрастного вещества большим объемом крови.
Электрофизиологическое исследование производится всем больным с нарушениями сердечного ритма. В задачи этого исследования входят определение вида аномального пути, продолжительности антеградного и ретроградного эффективных рефрактерных периодов аномального пути и установление его локализации.

## Лечение
Радикальным способом лечения аномалии Эбштейна является операция. Операция направлена на устранение недостаточности или стеноза трехстворчатого клапана с помощью увеличения полезной полости правого желудочка и устранения сопутствующих пороков.
В настоящее время при аномалии Эбштейна применяются два типа радикальных операций:
- пластическая реконструкция трехстворчатого клапана;
- протезирование клапана.

Пластическая реконструкция трехстворчатого клапана заключается в создании одностворчатого клапана, пликации атриализованной части правого желудочка, задней аннулопластике трехстворчатого клапана и уменьшении правого предсердия. Для этого широкими П-образными швами на прокладках захватывают переднюю створку трехстворчатого клапана, атриализованную часть правого желудочка и правое предсердно-желудочковое отверстие. Затягивая и завязывая швы, трехстворчатый клапан соединяют с предсердно-желудочковым отверстием; одновременно создается одностворчатый клапан, осуществляется пликация атриализованной части правого желудочка и уменьшается диаметр фиброзного кольца.
Суть операции протезирования трехстворчатого клапана состоит в иссечении деформированного клапана и подшивании искусственного протеза. Протез фиксируют на 1—2 см выше коронарного синуса. Этим приемом устраняется возможность повреждения проводящей системы сердца и одновременно увеличивается полость правого желудочка.

## Прогноз
Все пациенты с грубой патологией погибают в течение первого месяца жизни (около 25 % больных). До 6 мес. доживают 68 %, до 5 лет - 64 %, в последующем кривая стабилизируется. У неоперированных больных причинами смерти становятся постепенно прогрессирующая сердечная недостаточность и нарушения ритма. Состояние может улучшаться после операции соединения (анастомоза) между верхней полой веной и правой лёгочной артерией — для облегчения прохождения венозной крови в систему легочного кровотока.
Смертность при таких оперативных вмешательствах составляет от 8 до 50 % и зависит от степени выраженности порока и опыта хирурга. Результаты оперативного лечения хорошие в 90 % случаев. Через год после операции возможно восстановление трудоспособности у пациента.